# Skyline Pigeon
Skyline Pigeon é um single do cantor britânico Elton John, oitava faixa de seu primeiro álbum, "Empty Sky". Foi uma das primeiros canções de Elton John a se tornar popular.
No Brasil, foi popularizado através da telenovela Carinhoso (telenovela), mas em sua versão de 1973, inteiramente no piano e com percussão, lançada nos Estados Unidos como single. Atualmente é a música mais popular do cantor no Brasil. [carece de fontes?]
Em 17 de janeiro de 2009, em um de seus shows em São Paulo, Elton John voltou ao palco para o bis, esperava-se que fosse cantar Your Song. No entanto, surpreendeu a todos subindo ao palco sozinho e tocando Skyline Pigeon. As quase 30 mil pessoas presentes cantaram em coro a música, do começo ao fim.

## Formação
- Elton John - cravo, órgão, vocal